# 王截流乡
王截流乡，是中华人民共和国安徽省六安市霍邱县下辖的一个乡镇级行政单位。

## 行政区划
王截流乡下辖以下地区：
王截流村、老圩村、三桥村、韩台村、张岭村、东湾村、陈郢村、王楼村、李郢村、南滩村、朱张村、下楼村、曾王村、长马村、雷李村、军台村、茶西村和分水闸村。